# Camellia tunghinensis
Trà hoa Đông Hưng Kim (danh pháp hai phần: Camellia tunghinensis) là một loài thực vật trong chi Trà. Đây là loài thực vật bản địa Trung Hoa đại lục. Trà hoa Đông Hưng Kim mọc ở Quảng Tây. Nó bị đe dọa mất môi trường sông.